# Денис Черишев
Денис Черишев е руски футболист с испанско гражданство, играещ за отбора на Паниониос като ляво крило. Син е на бившия руски футболист Дмитрий Черишев. Денис е роден в Нижни Новгород, но от малък живее в Испания поради трансферът на баща му в Спортинг Хихон през 1996.

## Кариера
През 1996 г. Денис е записан в детско-юношеската школа на Спортинг Хихон. През 2000 баща му Дмитрий преминава в Бургос Промесас, и синът също тренира там. През 2002 талантът му е забелязан от Реал Мадрид и през 2008/09 Черишев е взет в дублиращия тим на Реал. Първоначално Черишев влиза като резерва, играеки в Сегунда Дивисион Б. Въпреки че е испански гражданин, футболистът избира да играе за младежките формации на Русия и през 2011 е повикан в младежкия национален отбор до 21 години. Дебютира на 29 март 2011 срещу Азербайджан. През сезон 2011/12 успява да се наложи в Кастиля и печели Сегунда Б.
Дебютира за мъжкия отбор през 2012 в контрола с Овиедо, ставайки първият руснак, играл за кралския клуб. През септември 2012 е включен в заявката на Реал Мадрид за шампионската лига.
На 27 ноември 2012 дебютира в официален мач за първия състав на Реал, играейки 60 минути за купата срещу Алкояно.
През лятото на 2013 г. започва тренировки за новия сезон с първия отбор на Реал Мадрид, като надеждите са да започне да се разчита повече на него и да влиза в плановете за предстоящите мачове на треньора Карло Анчелоти. На 25 юли Реал продължава договора му до 2017 г.
На 2 септември 2013 г. преминава под наем в Севиля. По време на престоя си Денис взима участие в едва 4 мача за първенството, а след на сезона се връща в Реал Мадрид.
На 28 юни 2014 г. преминава под наем във Виляреал за срок от една година. Денис успява да се утвърди в състава на „жълтата подводница“ и за 13 мача записва 2 гола и 7 асистенции. Избран е за футболист на месец ноември в клуба.
От януари 2016 г. играе под наем във Валенсия. След кратък престой на „Местая“ отново облича екипа на Виляреал.

## Национален отбор
На 14 ноември 2012 дебютира за националния отбор на Русия в контрола срещу САЩ завършила с резултат 2:2. През 2018 г. е повикан в състава за Световното първенство в Русия. Играе във всички двубой на „Сборная“ на турнира, като отбелязва 4 попадения, а в срещите със Саудитска Арабия и Египет е избран за играч на мача.

## Статистика
- Последна промяна: 8 декември 2015

| Клуб              | Сезон             | Първенство | Първенство | Купа на страната | Купа на страната | Европа | Европа | Общо   | Общо   |
| Клуб              | Сезон             | Мачове     | Голове     | Мачове           | Голове           | Мачове | Голове | Мачове | Голове |
| ----------------- | ----------------- | ---------- | ---------- | ---------------- | ---------------- | ------ | ------ | ------ | ------ |
| Реал Мадрид Б     | 2008/09           | 9          | 0          | 0                | 0                | 0      | 0      | 9      | 0      |
| Реал Мадрид Б     | 2010/11           | 32         | 3          | 0                | 0                | 0      | 0      | 32     | 3      |
| Реал Мадрид Б     | 2011/12           | 34         | 8          | 3                | 0                | 0      | 0      | 34     | 8      |
| Реал Мадрид Б     | 2012/13           | 34         | 11         | 0                | 0                | 0      | 0      | 34     | 11     |
| Реал Мадрид Б     | Общо              | 109        | 22         | 0                | 0                | 0      | 0      | 109    | 22     |
| Реал Мадрид       | 2012/13           | 0          | 0          | 1                | 0                | 0      | 0      | 1      | 0      |
| Реал Мадрид       | Общо              | 0          | 0          | 1                | 0                | 0      | 0      | 1      | 0      |
| Севиля            | 2013/14           | 4          | 0          | 0                | 0                | 1      | 0      | 5      | 0      |
| Севиля            | Общо              | 4          | 0          | 0                | 0                | 1      | 0      | 5      | 0      |
| Виляреал          | 2014/15           | 26         | 4          | 6                | 1                | 8      | 2      | 40     | 7      |
| Виляреал          | Общо              | 26         | 4          | 6                | 1                | 8      | 2      | 40     | 7      |
| Реал Мадрид       | 2015/16           | 2          | 0          | 1                | 1                | 3      | 0      | 6      | 1      |
| Реал Мадрид       | Общо              | 2          | 0          | 1                | 1                | 3      | 0      | 6      | 1      |
| Общо за кариерата | Общо за кариерата | 141        | 26         | 8                | 2                | 11     | 2      | 161    | 30     |